# Dramat nad morzem
Dramat nad morzem (oryg. fr. Un drame au bord de la mer) – opowiadanie filozoficzne Honoriusza Balzaka opublikowane pierwszy raz w 1834 w gazecie Voleur, zaś w 1835 w tomie Studiów filozoficznych cyklu Komedia ludzka. Pierwotny tytuł utworu brzmiał Sprawiedliwość ojcowska (La justice paternelle).

## Czas powstania utworu
Balzac napisał opowiadanie w listopadzie 1834 roku. Utwór został po raz pierwszy wydany w V tomie Studiów filozoficznych w 1835 roku. W 1843 roku ukazał się w zbiorku La Justice paternelle (Ojcowska sprawiedliwość) obok Muzy z zaścianka, Alberta Savarusa (wówczas jeszcze noszącego tytuł Rosalie) i Facina Cane (zatytułowanego Le Père Canet). W 1846 roku wszedł do II tomu Studiów filozoficznych Komedii ludzkiej.

## Treść
Akcja utworu rozgrywa się w 1821. Dwoje młodych ludzi, Ludwik Lambert i Paulina de Villenoix, spędza czas na spacerach nad brzegiem morza, zastanawiając się nad swoją przyszłością. Przypadkowo spotykają starego rybaka, który, zaproszony na śniadanie, opowiada im o człowieku żyjącym od lat na skałach nad brzegiem, nie utrzymującym żadnego kontaktu z innymi ludźmi. Zaintrygowani tym młodzi ludzie udają się do wskazanej groty, by odkryć tam mężczyznę nie reagującego na kierowane do niego słowa, nieruchomego na kształt otaczających go skał. Rybak wyjaśnia im, że człowiek ten, marynarz Cambrener, sam skazał się na samotność do końca życia po tym, jak broniąc swojej żony zabił ich syna Jakuba, degenerata i okrutnika.

## Cechy utworu
Dramat nad morzem stanowi eksperyment formalny – został napisany, podobnie jak np. Listy dwóch młodych mężatek w formie epistolograficznej, narratorem jest młody Ludwik, piszący list do swojego wuja. W ten sposób autor rezygnuje z tradycyjnego narratora wszechwiedzącego na rzecz oddania głosu samym bohaterom, którzy relacjonują swoje przeżycia i emocje. Równocześnie temat Dramatu nad morzem należy do powracających motywów Komedii ludzkiej – bohaterowie opowiadania powracają w powieści Ludwik Lambert, zaś człowieka trwającego samotnie na skałach widzą w Beatrix Kalikst i Beatrix de Rochefide. Dramat nad morzem wpisuje się wreszcie w serię dramatycznych, pozostających pod wyraźnym wpływem romantyzmu i francuskiej roman noir opowiadań o rodzinnych tragediach – podobnie jak El Verdugo, Marany, Rekrut czy Eliksir długowieczności.